# Hirundo atrocaerulea
Hirundo atrocaerulea là một loài chim trong họ Hirundinidae.